# Južnokušitski jezici
Južnokušitski jezici, podskupina od (7) kušitskih jezika (jedan je izumro) koji se govore na prostorima Tanzanije i Kenije. Predstavnici su joj: aasáx (350; 1999 Jeff Carr), alagwa (30,000; 2001 Kiessling).), burunge (13,000; 2002), dahalo 400 (1992 Brenzinger); gorowa, iraqw (462,000 govornika; 2001 Johnstone and Mandryk) i kw’adza (†).

## Vanjske poveznice
- Ethnologue (14th)
- Ethnologue (15th)